# Ludvík Vrána
Ludvík Vrána (n. 2 octombrie 1883 – d. 1969) a fost un preot romano-catolic morav, scriitor și traducător, colaborator al lui Josef Florian. 

## Biografie
S-a născut în localitatea Tovačov din Moravia, în familia măcelarului Josef Vrána și al soției lui, Anežka, născută Lipčíková. A urmat studii teologice și a fost hirotonit preot în 1907, fiind numit capelan la Kunštát, apoi mutat în 1910 la Babice u Lesonic. Aici a slujit ca vicar al parohului P. Josef Ševčík, care l-a prezentat scriitorului și traducătorului Josef Florian din Stará Říše. Florian era perceput de către reprezentanții oficiali ai Bisericii Catolice ca o personalitate oarecum problematică și, prin urmare, preoții care au colaborat cu el au fost sancționați în mod diferit. Ludvík Vrána a fost transferat ca pedeapsă după un an de slujire la Babice la Oslavany (cu câțiva ani mai înainte fusese transferat de la Babice din același motiv preotul Jakub Deml). 
Deoarece nu a întrerupt relația cu Florian și cu colaboratorii acestuia, el a fost în cele din urmă suspendat. S-a mutat la Josef Florian în Stará Říše, slujind ca preot în capela privată a lui Florian. Acolo s-a dedicat activității de traducere, traducând în limba cehă scrierile lui G. K. Chesterton și Franz Kafka. În anul 1929 a trebuit să plece din Stará Říše deoarece a fost amenințat cu excomunicarea dacă nu făcea acest lucru.
În anul 1931 a fost numit administratorul micii parohii Lísek u Bystřice nad Pernštejnem. A trebuit să întrerupă orice contact scris cu Florian. A slujit la Lísek timp de 34 de ani. Se spune că obișnuia în zilele de duminică să dea credincioșilor de mâncare din motive ascetice. A murit în anul 1969.